# Giorgio V di Hannover
Giorgio V di Hannover (Berlino, 27 maggio 1819 – Parigi, 12 giugno 1878) è stato re di Hannover e duca di Cumberland e Teviotdale.
Unico figlio ed erede sopravvissuto del re Ernesto Augusto I, il regno di Giorgio V terminò con l'annessione del regno alla Prussia in seguito alla guerra austro-prussiana.

## Biografia

### Infanzia

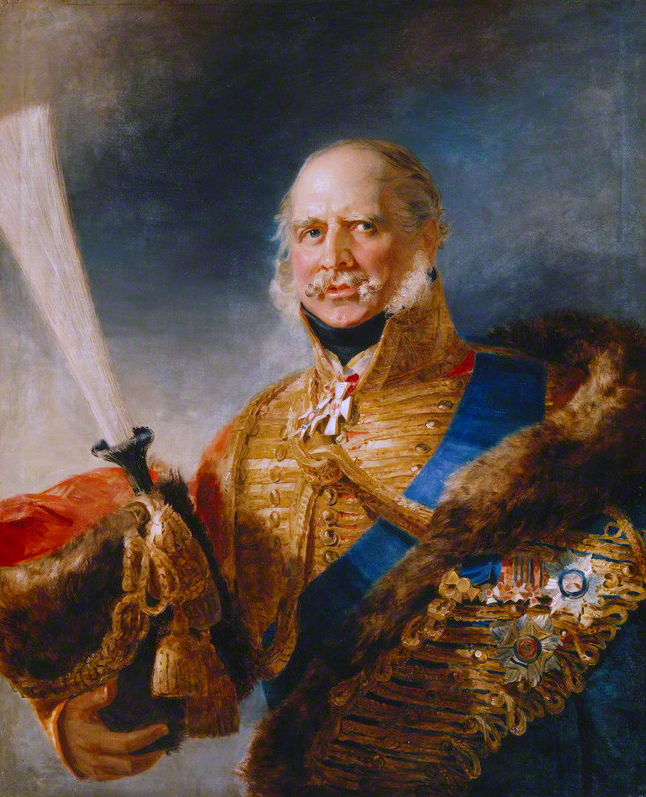
Ernesto Augusto I di Hannover ritratto da George Dawe

Giorgio Federico Alessandro Carlo Ernesto Augusto era figlio di Ernesto Augusto I di Hannover, figlio di re Giorgio III del Regno Unito, e della moglie Federica di Meclemburgo-Strelitz. Il giovane principe venne battezzato l'8 luglio 1819, in un albergo di Berlino dove i suoi genitori abitavano, dal Rev. Thomas Henry Austen (fratello di Jane Austen). Suoi padrini e madrine furono il Principe Reggente (rappresentato dal Duca di Cumberland), il Re di Prussia, lo Zar di Russia, il Principe ereditario di Prussia, il principe Guglielmo di Prussia, il principe Federico Luigi di Prussia, il principe Enrico di Prussia, il principe Guglielmo di Prussia, il Granduca di Meclemburgo-Strelitz, il duca Carlo di Meclemburgo, l'imperatrice Maria Feodorovna di Russia, la Regina dei Paesi Bassi, la principessa Augusta, la Principessa ereditaria d'Assua-Homburg, la Duchessa di Gloucester ed Edimburgo, la principessa Sofia, la principessa Alessandrina di Prussia, la Principessa Elettorale di Assia-Kassel, la Duchessa di Anhalt-Dessau, Maria Anna d'Assia-Homburg, Anna Elisabetta Luisa di Brandeburgo-Schwedt, la principessa Luisa di Prussia e la Principessa Radziwill.

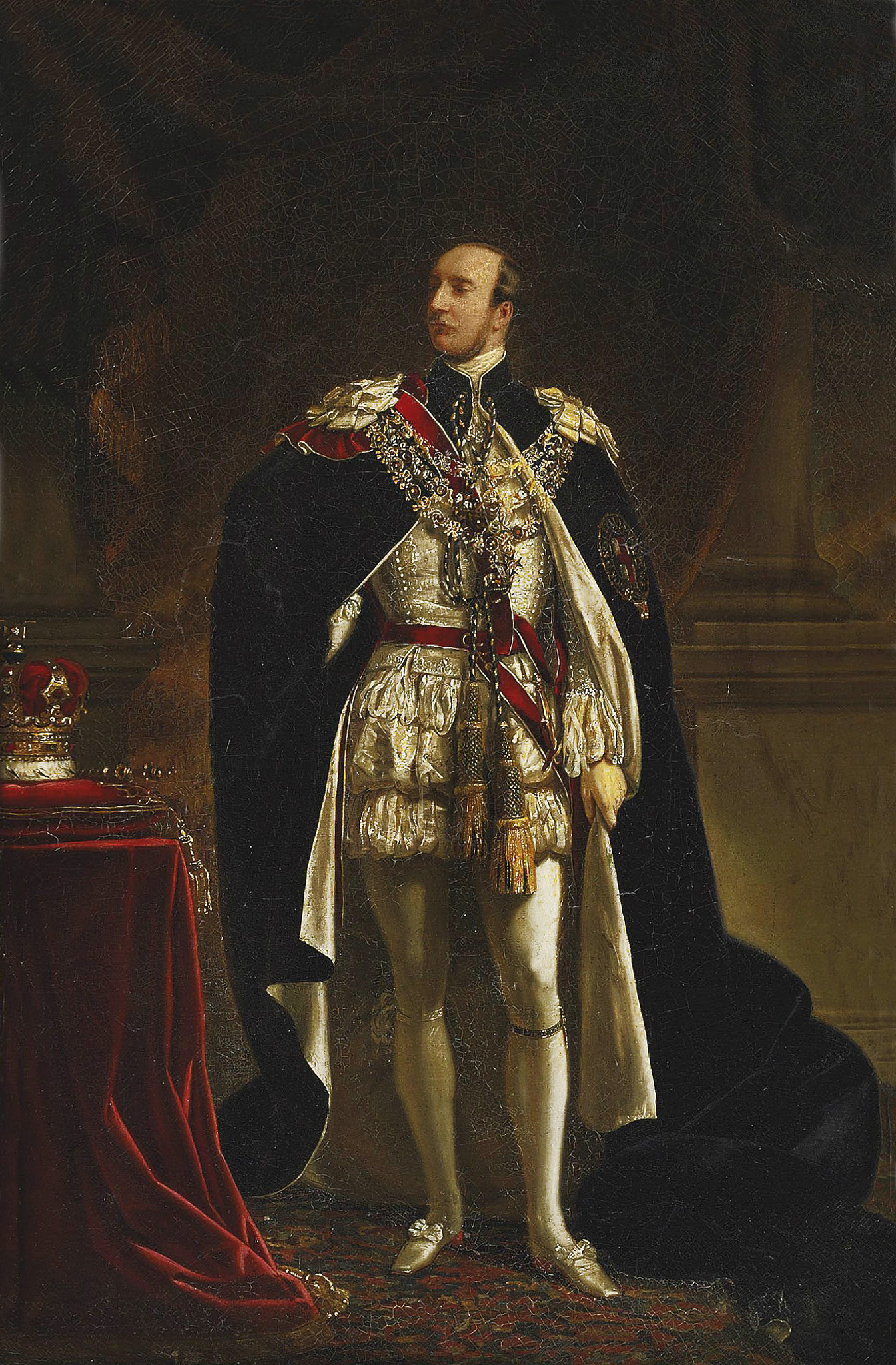
Giorgio ritratto da Franz Xaver Winterhalter con indosso le vesti dell'Ordine della Giarrettiera

Giorgio trascorse la sua infanzia tra Berlino e la Gran Bretagna, perdendo la vista da un occhio dopo una malattia che lo colpì nel 1828. Perse poi la vista dell'altro occhio nel 1833 a causa di un incidente, ma per tutta la sua vita cercò di nascondere questo suo difetto fisico, facendosi affiancare nelle sottoscrizioni da personalità scelte e di fiducia. Suo zio, il re Guglielmo IV del Regno Unito, lo creò cavaliere dell'Ordine della Giarrettiera il 15 agosto 1835. Suo padre aveva sperato che il giovane Principe avrebbe potuto sposare sua cugina Vittoria nata tre giorni prima di lui, mantenendo così uniti i troni inglese ed hannoveriano, ma l'accordo non venne concluso.

### Principe ereditario

Una stampa del principe Giorgio conservata nel Castello di Gripsholm

Alla morte dello zio Guglielmo IV, salì al trono inglese la cugina di Giorgio, Vittoria, cosa che invece in Hannover le era proibita dalla legge salica, ancora in vigore. Il nuovo Re dell'Hannover divenne pertanto Ernesto Augusto, padre di Giorgio, ponendo così fine all'unione personale dei territori di Gran Bretagna ed Hannover, durata in tutto 123 anni. Giorgio divenne Principe ereditario dell'Hannover, ma, in virtù della propria ascendenza, continuò nel contempo ad essere membro della famiglia reale inglese e secondo in successione al trono dopo il padre sino al 1840 quando la regina Vittoria diede alla luce la sua prima figlia. Ad ogni modo, data la sua totale cecità, vi erano molti dubbi che il principe ereditario sarebbe stato in grado di succedere al padre persino sul trono dell'Hannover, anche se Ernesto Augusto lo rese abile a succedergli.

### Matrimonio

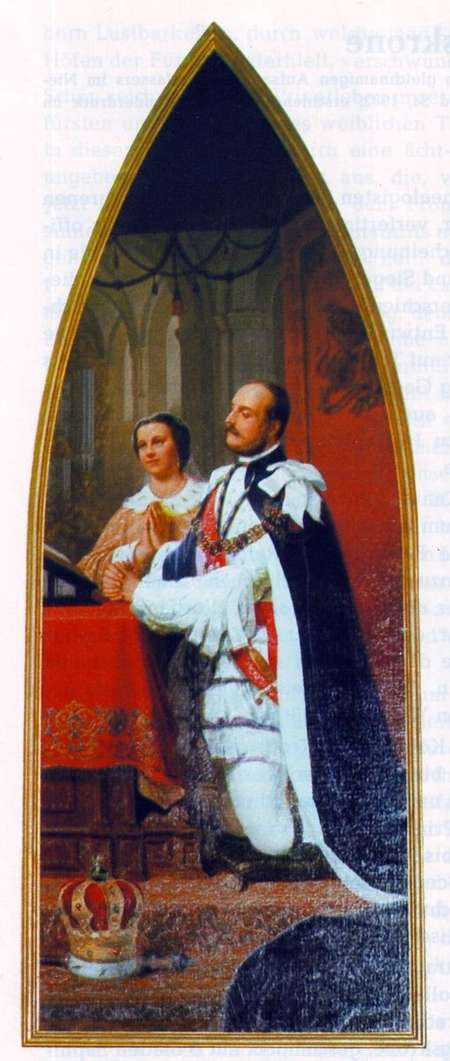
Giorgio e Maria di Sassonia-Altenburg

Giorgio di Hannover sposò il 18 febbraio 1843 ad Hannover, Maria di Sassonia-Altenburg, figlia di Giuseppe di Sassonia-Altenburg e di Amalia di Württemberg.

### Re di Hannover

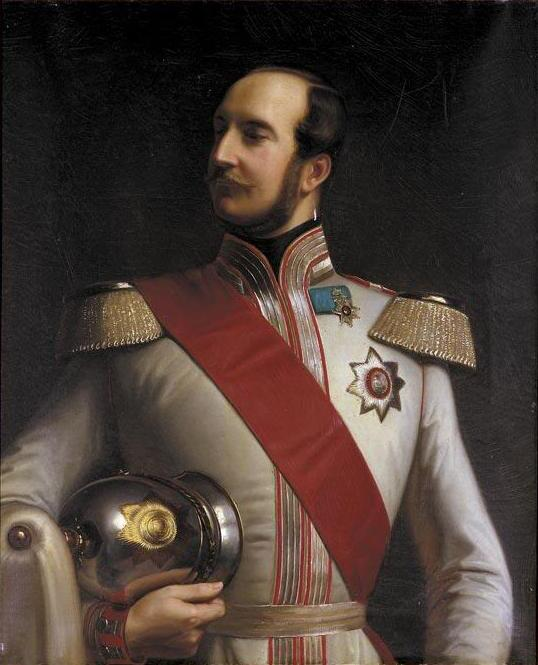
Giorgio V di Hannover in un ritratto di Franz Krüger

Il 18 novembre 1851, alla morte del padre, Giorgio venne chiamato a succedergli e prese il nome di Giorgio V (proseguendo la numerazione dei precedenti Re inglesi sul trono hannoveriano). Egli nel contempo ottenne dal padre anche i titoli britannici di Duca di Cumberland e Teviotdale. Dal padre e dallo zio, Carlo Federico Augusto di Meclemburgo-Strelitz, Giorgio aveva appreso una visione autocratica dell'autorità régia che avrebbe condizionato il suo governo; per tale ragione durante i suoi quindici anni di regno ebbe più di uno scontro con il parlamento dell'Hannover. Sostenuto dal suo servitore e ministro, il conte Wilhelm von Borries, poco dopo la sua salita al trono iniziò a contrapporsi in maniera decisiva ai liberali, revocando nel 1855 la costituzione liberale concessa da suo padre dopo la rivoluzione del 1848.

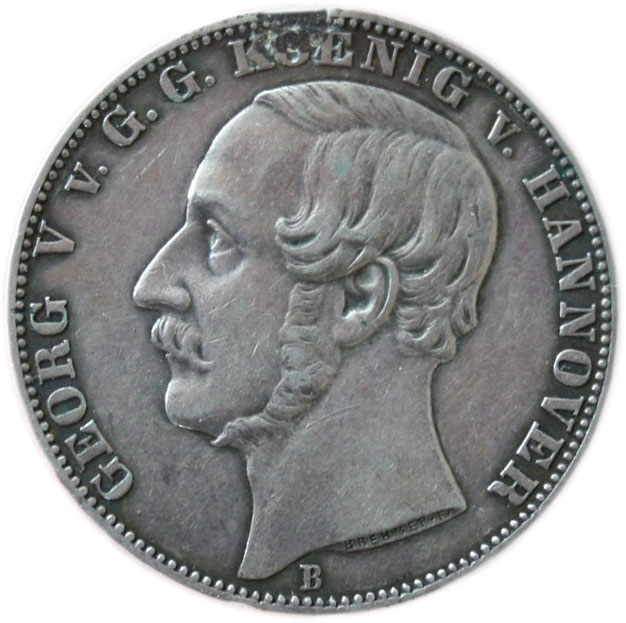
Un tallero del 1865 raffigurante l'effigie di re Giorgio

Il Re sostenne invece notevolmente lo sviluppo industriale del suo regno e nel 1856 fondò la "Georgs-Marien-Bergwerks- und Hüttenverein" con la moglie. La compagnia si occupava di estrazioni e lavorazioni in campo minerario e diede nel contempo il nome anche all'insediamento di Georgsmarienhütte creato per i minatori. Fervido massone, dal 1857 divenne anche Gran Maestro della Gran Loggia di Hannover sino alla sua dissoluzione nel 1866. Grande appassionato di musica e pianista egli stesso nonché compositore, Giorgio realizzò circa 200 componimenti e canzoni, preoccupandosi di sostenere e promuovere il lavoro anche di altri importanti compositori come Hector Berlioz, Robert Schumann, Richard Wagner e Johannes Brahms.

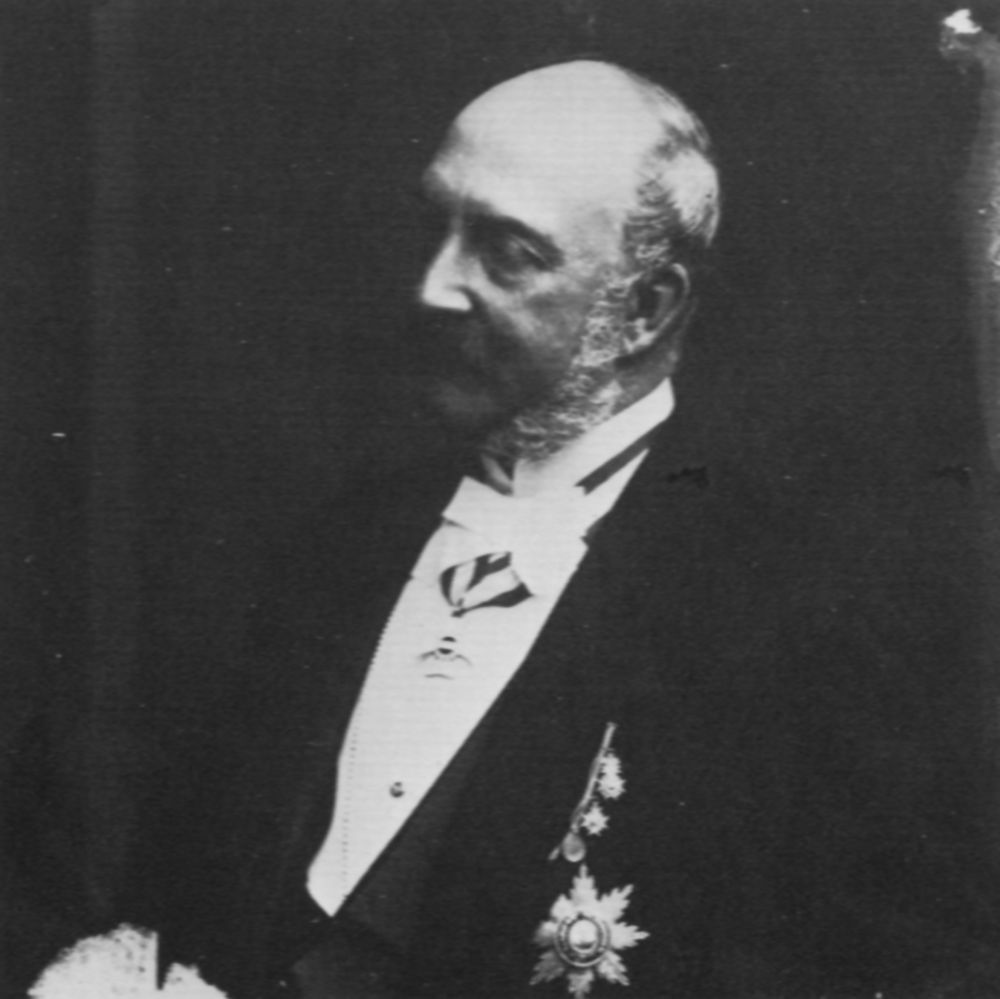
Giorgio V fotografato da Nadar

In politica estera, a differenza di suo padre, erano note le simpatie di Giorgio V per l'Impero austriaco invece che per la Prussia, nei confronti della quale nutriva una profonda antipatia, soprattutto per le continue ingerenze di questa negli affari di stato dell'Hannover. Non stupisce dunque che Giorgio abbia appoggiato l'Impero austriaco durante la Dieta della Confederazione Tedesca del giugno 1866. Pertanto quando la Prussia chiese all'Hannover di rimanere neutrale durante la guerra Austro-Prussiana, Giorgio rifiutò, contrariamente a quanto avrebbe voluto il parlamento. Come conseguenza, l'esercito prussiano invase l'Hannover. L'esercito si arrese il 29 giugno 1866 e Giorgio e la famiglia reale abbandonarono l'Hannover, rifugiandosi in Austria. Il 20 settembre la Prussia annesse l'Hannover. Giorgio non rinunciò ai suoi diritti al trono e dal suo rifugio di Gmunden chiese ripetutamente l'intervento delle potenze europee in favore dell'Hannover, continuando sempre a mantenere la Guelphic Legion a sue spese.

### Morte

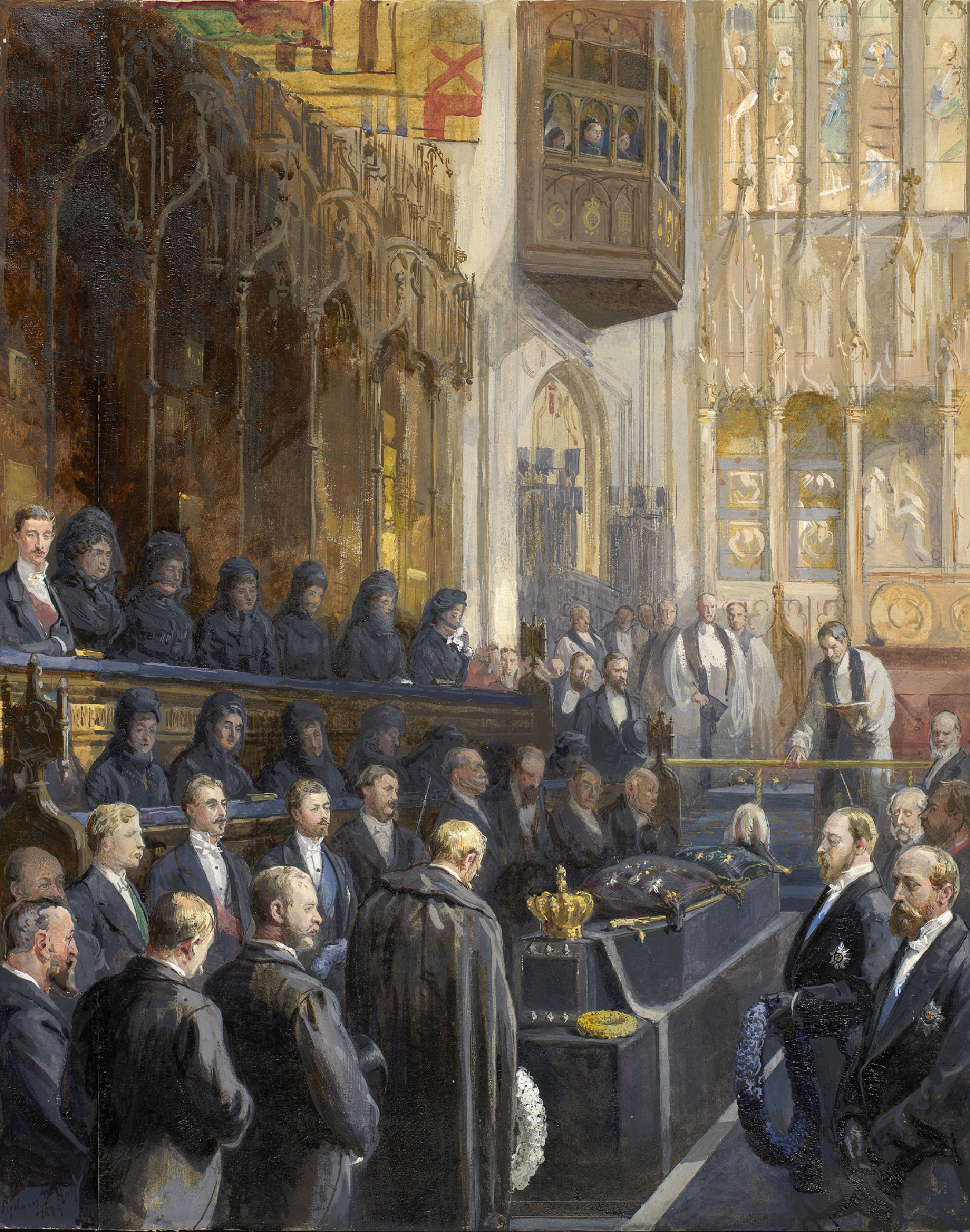
I funerali di Giorgio il 24 giugno 1878 nella Cappella di San Giorgio del Castello di Windsor.

Giorgio morì a Parigi nel giugno 1878. È sepolto nella Cappella di San Giorgio del Castello di Windsor.

## Discendenza

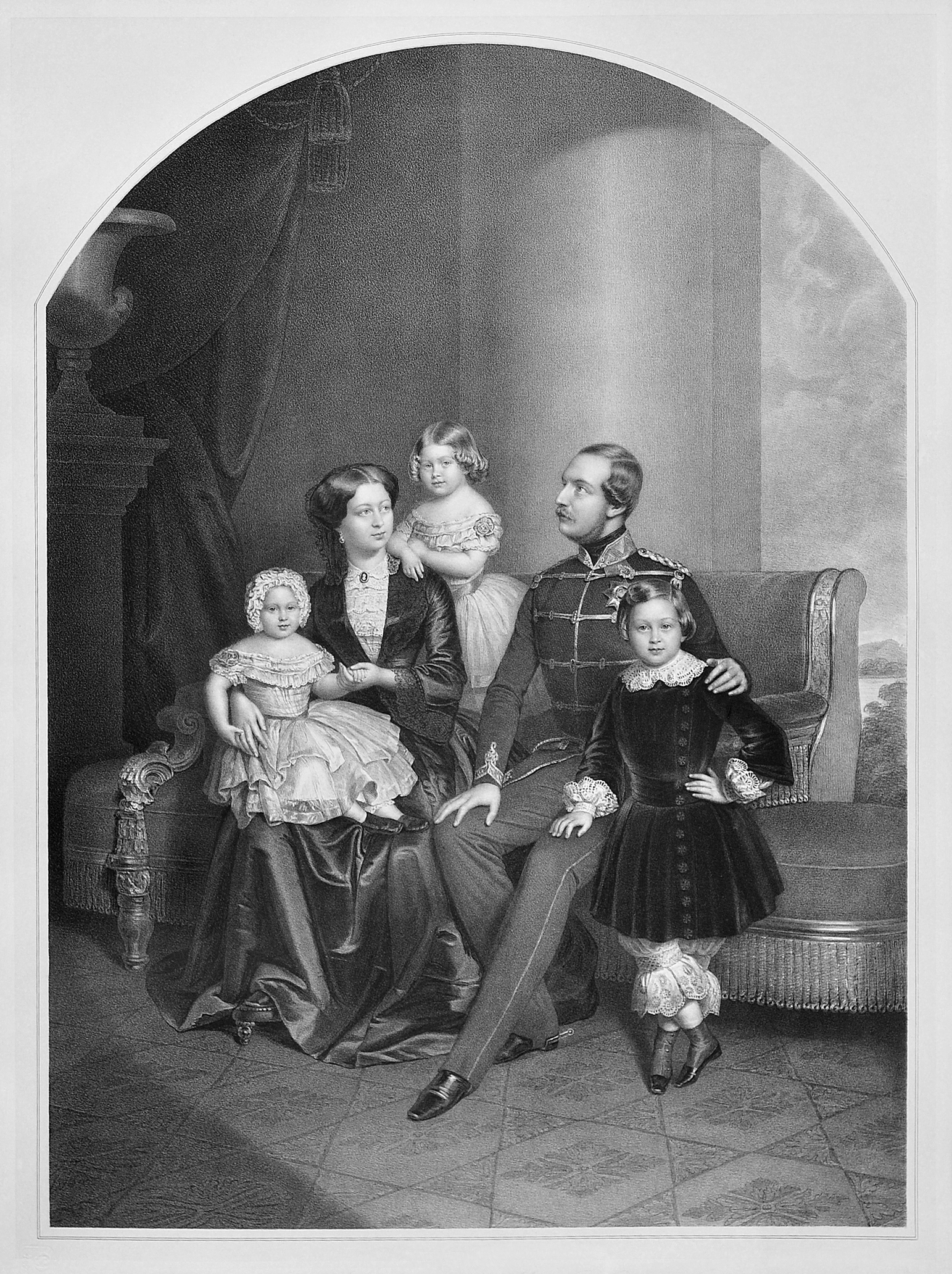
La famiglia di Giorgio V in una litografia

Dal matrimonio tra Giorgio e Maria di Sassonia-Altenburg nacquero tre figli:
- Ernesto Augusto Giorgio Federico (1845-1923), sposò la principessa Thyra di Danimarca ed ebbe discendenza;
- Federica Sofia Maria Enrichetta Amelia Teresa (1848-1926), sposò il barone Alfons von Pawel-Rammingen, ma non ebbe eredi sopravvissutigli;
- Maria Ernestina Giuseppina Adolfina Enrichetta Teresa Elisabetta Alessandrina (1849-1904), morì nubile a Gmunden.

## Opere
Giorgio V di Hannover si distinse anche come scrittore, pubblicando saggi prevalentemente di argomento musicale ed artistico:
- Ideen und Betrachtungen über die Eigenschaften der Musik, Helwing, Hannover 1839 (versione online[collegamento interrotto])
- Über Musik und Gesang, Holzhausen, Wien 1879 (versione online[collegamento interrotto])

## Ascendenza
|                                           |                                                 |                                                        | Genitori                                                              |  |  | Nonni |  |  | Bisnonni             |  |  | Trisnonni                   |  |
|                                           |                                                 |                                                        |                                                                       |  |  |       |  |  | Federico di Hannover |  |  | Giorgio II di Gran Bretagna |  |
|                                           |                                                 |                                                        |                                                                       |  |  |       |  |  | Federico di Hannover |  |  | Giorgio II di Gran Bretagna |  |
|                                           |                                                 | Carolina di Brandeburgo-Ansbach                        |                                                                       |  |  |       |  |  | Federico di Hannover |  |  |                             |  |
| Giorgio III del Regno Unito               |                                                 |                                                        |                                                                       |  |  |       |  |  | Federico di Hannover |  |  |                             |  |
|                                           |                                                 | Augusta di Sassonia-Gotha-Altenburg                    | Federico II di Sassonia-Gotha-Altenburg                               |  |  |       |  |  |                      |  |  |                             |  |
|                                           |                                                 | Augusta di Sassonia-Gotha-Altenburg                    | Federico II di Sassonia-Gotha-Altenburg                               |  |  |       |  |  |                      |  |  |                             |  |
|                                           |                                                 | Augusta di Sassonia-Gotha-Altenburg                    | Maddalena Augusta di Anhalt-Zerbst                                    |  |  |       |  |  |                      |  |  |                             |  |
| Ernesto Augusto I di Hannover             |                                                 | Augusta di Sassonia-Gotha-Altenburg                    |                                                                       |  |  |       |  |  |                      |  |  |                             |  |
|                                           |                                                 | Carlo Ludovico Federico di Meclemburgo-Strelitz        | Adolfo Federico II di Meclemburgo-Strelitz                            |  |  |       |  |  |                      |  |  |                             |  |
|                                           |                                                 | Carlo Ludovico Federico di Meclemburgo-Strelitz        | Adolfo Federico II di Meclemburgo-Strelitz                            |  |  |       |  |  |                      |  |  |                             |  |
|                                           |                                                 | Carlo Ludovico Federico di Meclemburgo-Strelitz        | Cristiana Emilia di Schwarzburg-Sondershausen                         |  |  |       |  |  |                      |  |  |                             |  |
| Carlotta di Meclemburgo-Strelitz          |                                                 | Carlo Ludovico Federico di Meclemburgo-Strelitz        |                                                                       |  |  |       |  |  |                      |  |  |                             |  |
|                                           |                                                 | Elisabetta Albertina di Sassonia-Hildburghausen        | Ernesto Federico I di Sassonia-Hildburghausen                         |  |  |       |  |  |                      |  |  |                             |  |
|                                           |                                                 | Elisabetta Albertina di Sassonia-Hildburghausen        | Ernesto Federico I di Sassonia-Hildburghausen                         |  |  |       |  |  |                      |  |  |                             |  |
|                                           |                                                 | Elisabetta Albertina di Sassonia-Hildburghausen        | Sofia Albertina di Erbach-Erbach                                      |  |  |       |  |  |                      |  |  |                             |  |
| Giorgio V di Hannover                     |                                                 | Elisabetta Albertina di Sassonia-Hildburghausen        |                                                                       |  |  |       |  |  |                      |  |  |                             |  |
|                                           | Carlo Ludovico Federico di Meclemburgo-Strelitz | Adolfo Federico II di Meclemburgo-Strelitz             |                                                                       |  |  |       |  |  |                      |  |  |                             |  |
|                                           | Carlo Ludovico Federico di Meclemburgo-Strelitz | Adolfo Federico II di Meclemburgo-Strelitz             |                                                                       |  |  |       |  |  |                      |  |  |                             |  |
|                                           | Carlo Ludovico Federico di Meclemburgo-Strelitz | Cristiana Emilia di Schwarzburg-Sondershausen          |                                                                       |  |  |       |  |  |                      |  |  |                             |  |
| Carlo II di Meclemburgo-Strelitz          | Carlo Ludovico Federico di Meclemburgo-Strelitz |                                                        |                                                                       |  |  |       |  |  |                      |  |  |                             |  |
|                                           |                                                 | Elisabetta Albertina di Sassonia-Hildburghausen        | Ernesto Federico I di Sassonia-Hildburghausen                         |  |  |       |  |  |                      |  |  |                             |  |
|                                           |                                                 | Elisabetta Albertina di Sassonia-Hildburghausen        | Ernesto Federico I di Sassonia-Hildburghausen                         |  |  |       |  |  |                      |  |  |                             |  |
|                                           |                                                 | Elisabetta Albertina di Sassonia-Hildburghausen        | Sofia Albertina di Erbach-Erbach                                      |  |  |       |  |  |                      |  |  |                             |  |
| Federica di Meclemburgo-Strelitz          |                                                 | Elisabetta Albertina di Sassonia-Hildburghausen        |                                                                       |  |  |       |  |  |                      |  |  |                             |  |
|                                           |                                                 | Giorgio Guglielmo d'Assia-Darmstadt                    | Luigi VIII d'Assia-Darmstadt                                          |  |  |       |  |  |                      |  |  |                             |  |
|                                           |                                                 | Giorgio Guglielmo d'Assia-Darmstadt                    | Luigi VIII d'Assia-Darmstadt                                          |  |  |       |  |  |                      |  |  |                             |  |
|                                           |                                                 | Giorgio Guglielmo d'Assia-Darmstadt                    | Carlotta di Hanau-Lichtenberg                                         |  |  |       |  |  |                      |  |  |                             |  |
| Federica Carolina Luisa d'Assia-Darmstadt |                                                 | Giorgio Guglielmo d'Assia-Darmstadt                    |                                                                       |  |  |       |  |  |                      |  |  |                             |  |
|                                           |                                                 | Maria Luisa Albertina di Leiningen-Dagsburg-Falkenburg | Cristiano Carlo Reinardo di Leiningen-Dachsburg-Falkenburg-Heidesheim |  |  |       |  |  |                      |  |  |                             |  |
|                                           |                                                 | Maria Luisa Albertina di Leiningen-Dagsburg-Falkenburg | Cristiano Carlo Reinardo di Leiningen-Dachsburg-Falkenburg-Heidesheim |  |  |       |  |  |                      |  |  |                             |  |
|                                           |                                                 | Maria Luisa Albertina di Leiningen-Dagsburg-Falkenburg | Caterina Polissena di Solms-Rödelheim                                 |  |  |       |  |  |                      |  |  |                             |  |
|                                           |                                                 | Maria Luisa Albertina di Leiningen-Dagsburg-Falkenburg |                                                                       |  |  |       |  |  |                      |  |  |                             |  |